# Luis García (długodystansowiec)
Luis García Serna (ur. 28 czerwca 1930 w Manzanares) – hiszpański lekkoatleta, długodystansowiec.
Zdobył srebrny medal w biegu na 10 000 metrów (za Alainem Mimounem z Francji) i zajął 5. miejsce w biegu na 5000 metrów na igrzyskach śródziemnomorskich w 1955 w Barcelonie.
Na kolejnych igrzyskach śródziemnomorskich w 1959 w Bejrucie zdobył srebrny medal w biegu na 5000 metrów i brązowy medal w biegu na 10 000 metrów.
Przez dziesięć kolejnych lat (od 1954 do 1963) brał udział w międzynarodowych mistrzostwach w biegach przełajowych. Najwyższe miejsce (10.) zajął w 1955 w San Sebastián.
Był mistrzem Hiszpanii w biegu przełajowym z 1956 oraz wicemistrzem w biegu na 5000 metrów w 1955 i 1956, w biegu na 10 000 metrów w 1956, 1957 i 1959 oraz w biegu przełajowym w 1957, 1958 i 1959.